# Koppelesklinge
Die Koppelesklinge ist eine etwa 0,6 km lange Waldklinge im Stadtgebiet von Winnenden im nördlichen baden-württembergischen Rems-Murr-Kreis. Der sie durchlaufende Bach mündet nach etwa 11⁄2 km langem Weg nach Nordosten am Südrand des Stadtweichbildes von Winnenden von links in den oberen Zipfelbach.

## Geographie

### Verlauf
Der Bachlauf in der Koppelesklinge beginnt am Anfang eines Klingenrisses, der etwa 0,4 km westsüdwestlich der am Südrand des Wohnbezirks Schelmenholz von Winnenden stehenden Bodenwaldschule zwischen den Waldhängen Boden im Süden und Schelmenholz im Nordwesten auf etwa 346 m ü. NHN einsetzt.
Der in nordostwärts ziehendem Tal unter Laubholz am Hang nur episodisch wasserführende Bach ist steil eingeschnitten, teils windet er sich in kleinen Mäandern, sein Bett ist halbmeter- bis meterbreit. Nach etwa 0,6 km Lauf, zuletzt unter der Bodenwaldschule am rechten Unterhang vorbei, erreicht er den Rand des Eschenwegs im südlichen Siedlungsgebiet von Schelmenholz.
Er passiert den Kreisel am rechts liegenden Waldfriedhof und fließt dort in die unbebaute Talebene des Zipfelbachs aus, die er in grob beibehaltener Richtung in jedoch recht eckigem Lauf durchquert. Auf einem kurzen Stück verdolt, läuft er dort jedoch meistens offen, teils als kahler Graben, zwischendurch auch von einer Baumgalerie begleitet.
Zuletzt unterquert er verdolt die Abfahrt zur K 1853 nach Hanweiler von der sich im Südwesten um den Ortsrand des zentralen Winnenden legenden L 1140 und mündet auf der anderen Seite auf etwa 283 m ü. NHN gegenüber dem Freibad von Winnenden von links in den oberen Zipfelbach.
Der Bach aus der Koppelesklinge erreicht den Zipfelbach nach 1,5 km langem Weg mit mittlerem Sohlgefälle von etwa 43 ‰ und etwa 63 Höhenmeter unterhalb seines Ursprungs. Er hat keine dauerhaften offenen Zuflüsse.

### Einzugsgebiet
Der Bach aus der Koppelesklinge hat ein etwa 0,7 km² großes Einzugsgebiet. Es gehört naturräumlich mit seinem oberen Teil im Wald zum Unterraum Berglen von Schurwald und Welzheimer Wald, mit dem unteren zur Äußeren Backnanger Bucht, einem Unterraum des Neckarbeckens. Der höchste Punkt liegt an der Südwestspitze auf einem 418 m ü. NHN erreichenden Waldgipfel im Gewann Hüttlesrain. 
Etwa die Hälfte der Fläche im Südosten ist Hangwald, im Nordosten ist ein Teil mit Häusern des Wohnbezirks Schelmenholz am Unterhang bebaut, während die flache offene Talebene linksseits des Zipfelbachs vor allem von Wiesen bedeckt ist. Das gesamte Gebiet gehört zur Stadt Winnenden.
Jenseits der südlichen Wasserscheide auf dem Hüttlesrain zieht der Trombach 1,2 km weiter aufwärts bei Hanweiler zum Zipfelbach, jenseits der nordwestlichen im Schelmenholz läuft das Schelmenholzbächle in seiner größeren Waldklinge, das nur etwa 0,3 km unterhalb des Bachs aus der Koppelesklinge ebenfalls von links in den Zipfelbach mündet, der über den Neckar zum Rhein entwässert.

## Geologie
Im Einzugsgebiet stehen Mittelkeuper-Schichten an, vom Kieselsandstein (Hassberge-Formation) auf der Höhe des Hüttlesrains, über die darunter am Hang schmal ausstreichenden Unteren Bunten Mergel (Steigerwald-Formation) und eine breitere Zone Schilfsandstein (Stuttgart-Formation), der sich auch weit auf die beiden Seitensporne hinaus erstreckt, bis zum  Gipskeuper (Grabfeld-Formation), in dem der Bach entsteht und auch mündet. Schon vor dem Ortsrand von Schelmenholz ist aber der Gipfkeuper von lössführenden Fließerden aus dem Quartär überlagert.

## Natur und Schutzgebiete
Das obere Einzugsgebiet bis etwa an den Ortsrand Schelmenholz gehört zum Landschaftsschutzgebiet Zipfelbachtal, Korber Kopf, Buocher Höhe, Remstalhänge, Ramsbachtal und Grafenberg.

## Tourismus
Der mit den Buchstaben „RM“ und darunter einer blauen Welle markierte Rems-Murr-Wanderweg zieht vom Korber Kopf kommend etwa auf der linken Wasserscheide ins Zipfelbachtal hinab. Ein anderer, mit blauem Punkt markierter Wanderweg steigt von Hanweiler im nächsthöheren Trombach-Nebental des Zipfelsbachs zur rechten Wasserscheide auf und läuft dann nur wenig jenseits dieser und des oberen Hüttlesrain-Waldrandes nach Westen.

### LUBW
Amtliche Online-Gewässerkarte mit passendem Ausschnitt und den hier benutzten Layern: Bachlauf aus der Koppelesklinge und dessen Einzugsgebiet

Allgemeiner Einstieg ohne Voreinstellungen und Layer: Daten- und Kartendienst der Landesanstalt für Umwelt Baden-Württemberg (LUBW) (Hinweise)
1. 1 2  Höhe nach dem Höhenlinienbild auf dem Hintergrundlayer Topographische Karte.
2. ↑  Länge nach dem Layer Gewässernetz (AWGN).
3. ↑  Einzugsgebiet abgemessen auf dem Hintergrundlayer Topographische Karte.
4. ↑  Natur teilweise nach dem Layer Geschützte Biotope.
5. ↑  Höhe nach grauer Beschriftung auf dem Hintergrundlayer Topographische Karte.
6. ↑  Schutzgebiet nach dem einschlägigen Layer.

### Andere Belege
1. ↑  Hansjörg Dongus: Geographische Landesaufnahme: Die naturräumlichen Einheiten auf Blatt 171 Göppingen. Bundesanstalt für Landeskunde, Bad Godesberg 1961. → Online-Karte (PDF; 4,3 MB)
2. ↑  Geologie nach den Layern zu Geologische Karte 1:50.000 auf: Mapserver des Landesamtes für Geologie, Rohstoffe und Bergbau (LGRB) (Hinweise)